# ソウル聖母病院
ソウル聖母病院（そうるせいぼびょういん）はソウル特別市瑞草区にある病院。カトリック大学校の付属病院である。韓国で「ビッグ5」と呼ばれる五大病院のひとつ。

## 施設
- 日本語が通じ日本人専用電話を設けている病院のひとつ[2]。

## 沿革
- 1980年に開院した江南聖母病院の近くに新しく建設し改名して2009年5月開院。
- 2018年5月9日には、朴槿恵前大韓民国大統領が搬送された